# Slatnar
Slatnar es una empresa eslovena de equipamiento de esquí de Cerklje na Gorenjskem, Eslovenia. Slatnar comenzó como fabricante de fijaciones de esquíes utilizadas en saltos de esquí bajo la marca Slatnar Carbon. En 2016 se hizo cargo de la producción de esquíes para saltos de esquí de la empresa Elan, después de que esta empresa la abandonara.

## Empresa
La empresa está registrada bajo el nombre de Peter Slatnar s.p., y funciona como empresa independiente de su fundador, Peter Slatnar.

### Historia
La empresa fue iniciada por el padre de Peter Slatnar, también llamado Peter, quien instaló un taller de procesamiento de metales en su casa. Peter Slatnar Jr. fue saltador de esquí en su juventud y tras terminar su carrera deportiva se dedicó a fabricar productos para esta industria de nicho dentro del deporte del esquí.

### Fijaciones
Slatnar incursionó en el salto de esquí con la producción de innovadoras fijaciones de talón, que brindaban mayor seguridad. Las fijaciones se empezaron a comercializar bajo la marca Slatnar Carbon en 2006 por iniciativa de su compatriota y entrenador Jani Grilec. Las fijaciones de Slatnar fueron bien recibidas por los saltadores y en 2012 eran utilizadas por más de la mitad de los competidores. En 2016 contaba ya con tres diferentes modelos de fijaciones.

### Botas de salto
Tras abrirse camino con las fijaciones, Slatnar se dedicó también al diseño y fabricación de zapatillas para saltadores hechas de fibra de carbono.

### Esquís de salto

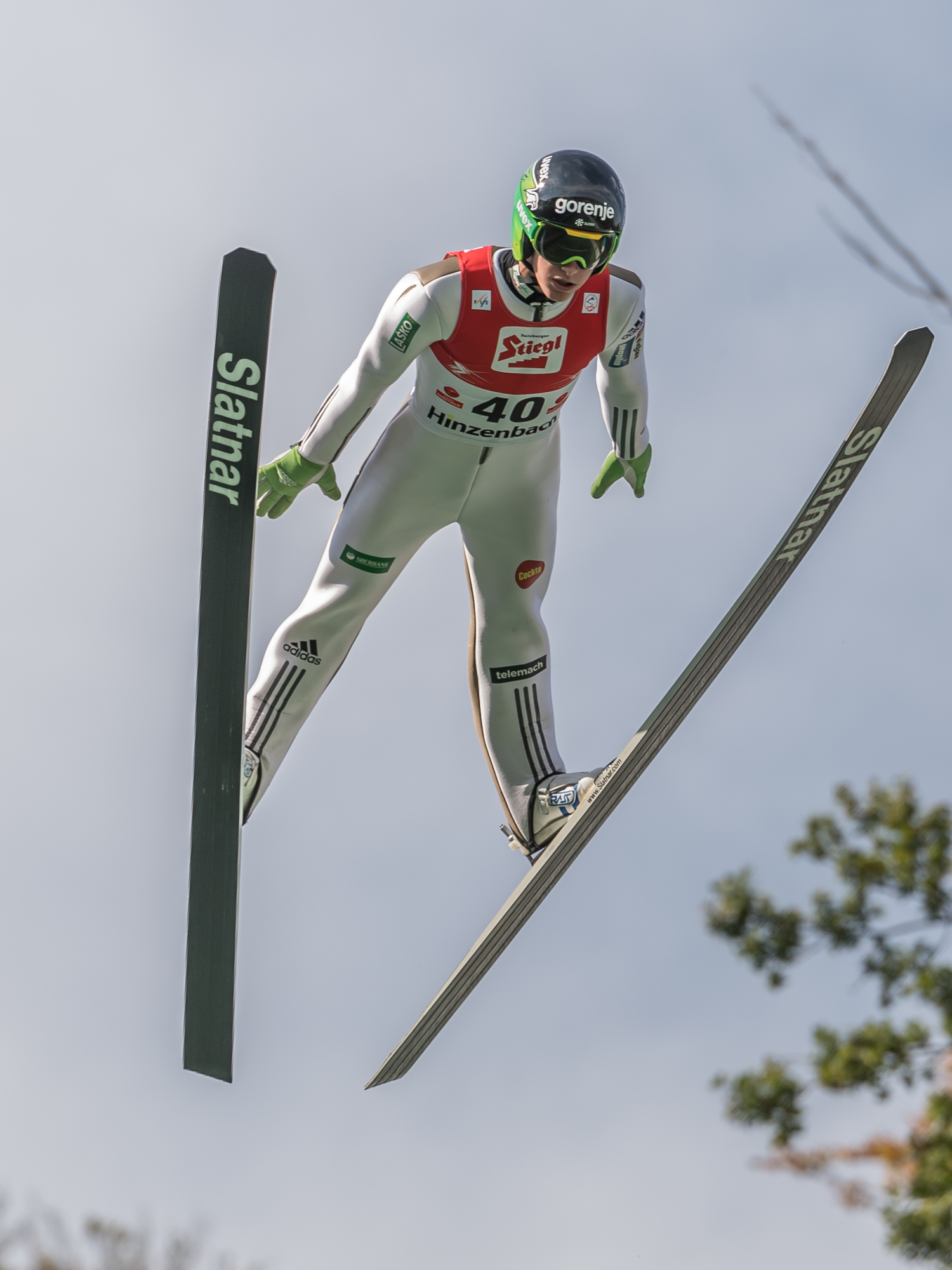
Peter Prevc con esquís Slatnar

Elan, fabricante de esquís para salto desde hace mucho tiempo, se retiró de esta industria en 2016 al considerar esta rama del esquí un nicho comercialmente irrelevante. Peter Slatnar intervino luego y acordó hacerse cargo de más operaciones bajo su marca Slatnar. Al principio se alquilaron equipos y maquinarias de Elan, y se mantuvo en producción gente con muchos años de experiencia en este campo. Así se llegó a una nueva solución muy poco después del retiro de Elan, y solo un buen mes después Slatnar presentó sus nuevos esquís. Gracias a Petar Slatnar, la producción de saltos de esquí se mantuvo en Eslovenia. Por el momento, la producción continuará en la planta de Elan, y además de Slatnar, la Asociación de Esquí de Eslovenia también es responsable de mantener el programa, ayudando con el acuerdo.

#### Las primeras victorias con esquís Slatnar
La primera victoria en la Copa del Mundo para los esquís de Slatnar llegó en su primera carrera gracias a Domen Prevc, que ganó el 25 de noviembre de 2016 en la primera carrera de la temporada 2016-17. Fue también en la competición femenina donde el 2 de diciembre de 2016 la japonesa Sara Takanashi ganó la primera carrera. Así, los esquís de Slatnar ganaron sus primeras carreras en ambas competiciones, masculina y femenina.

#### Accesorios
Además de lo ya mencionado, Slatnar también fabrica varios pequeños dispositivos y accesorios, que también se utilizan en los saltos de esquí.